# Miniaplicació de Java
Una miniaplicació de Java (anglès Java applet) és una miniaplicació distribuïda en la forma de Java bytecode. Les miniaplicacions de Java poden córrer sobre un navegador web usant una Màquina Virtual Java (JVM), o en un AppletViewer de  Sun, una eina independent per testar applets. Les miniaplicacions de Java foren introduïdes en la primera versió del llenguatge Java el 1995; acostumen a estar escrits en Java però també poden ser escrits en altres llenguatges que compilen a bytecode de Java.
Els applets van quedar descontinuats a partir de la versió 9 de Java degut a què els navegadors web van començar a no preveure'ls. Això va ser a conseqüència dels forats de seguretat que es van detectar anys abans